# Órgiva
Órgiva ist ein südspanischer Bergort und eine Gemeinde (municipio) mit insgesamt 5.674 Einwohnern (Stand: 2024) im Süden der Provinz Granada in der autonomen Region Andalusien.

## Lage und Klima
Die Kleinstadt Órgiva liegt am Río Chico an einem Südhang der Alpujarras ca. 65 km (Fahrtstrecke) südöstlich der Provinzhauptstadt Granada in einer Höhe von ca. 460 m; die Mittelmeerküste bei Motril ist etwa 30 km in südlicher Richtung entfernt. Das Klima im Winter ist gemäßigt, im Sommer aufgrund der Höhenlage immer noch vergleichsweise angenehm; die geringen Niederschlagsmengen (ca. 535 mm/Jahr) fallen – mit Ausnahme der nahezu regenlosen Sommermonate – verteilt übers ganze Jahr.

## Bevölkerungsentwicklung
| Jahr      | 1857 | 1900 | 1950 | 2000 | 2020 |
| Einwohner | 4806 | 4371 | 7219 | 5035 | 5784 |

Infolge der Mechanisierung der Landwirtschaft, der Aufgabe bäuerlicher Kleinbetriebe („Höfesterben“) und dem daraus resultierenden  Verlust von Arbeitsplätzen ist die Einwohnerzahl der Gemeinde seit der Mitte des 20. Jahrhunderts deutlich zurückgegangen. Zur Gemeinde gehören auch die Dörfer (aldeas) bzw. Weiler (pedanías) Bayacas, Las Barreras, Los Tablones und Alcázar.

## Wirtschaft
Noch in der frühen Neuzeit lebten die Bewohner des Ortes als Selbstversorger von der Erträgen ihrer Felder und Hausgärten. Es wurde hauptsächlich Viehzucht (v. a. Schafe, Ziegen und Schweine) betrieben; Esel wurden als Tragtiere gehalten. Dieser Zustand änderte sich erst mit dem Ausbau der Infrastruktur im 20. Jahrhundert. Im Ort selbst haben sich Kleinhändler, Handwerker und Dienstleister aller Art angesiedelt. Auf dem Gemeindegebiet wurden überwiegend Oliven- und Mandelbäume angepflanzt.

## Geschichte

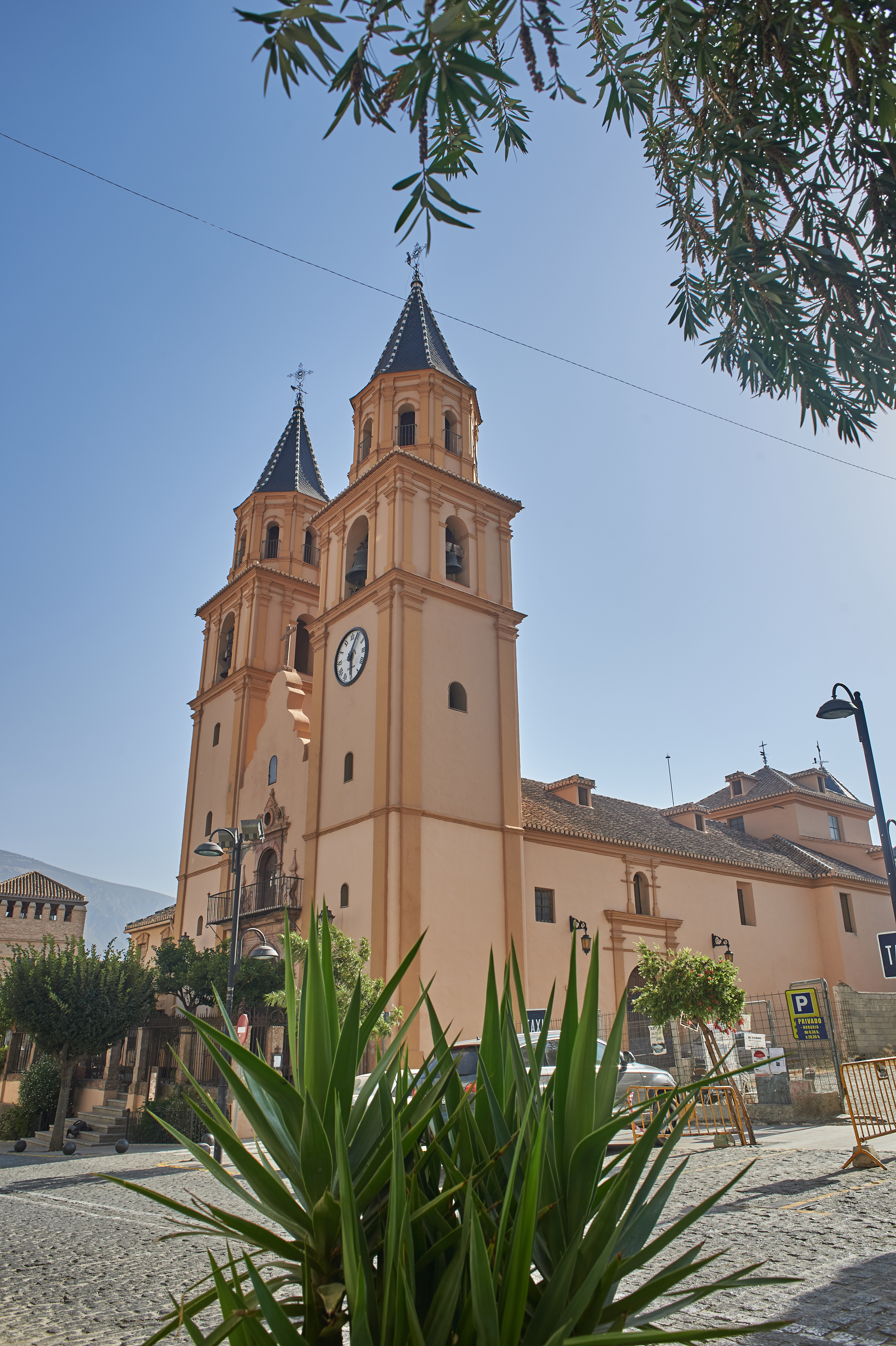
Órgiva – Iglesia de Nuestra Señora de la Expectación

Prähistorische, römische und westgotische Funde fehlen. Die Gründung des Ortes erfolgte wahrscheinlich im 8. Jahrhundert durch Berber aus Nordafrika. Nach dem Ende des Kalifats von Córdoba (um 1020) übernahmen die Ziriden von Granada die Macht, die sie jedoch wenig später an die berberischen Almoraviden und Almohaden abtreten mussten. Als Teil des Emirats von Granada blieb das Bergland der Alpujarras bis zum Jahr 1490 islamisch; danach bildete es ein Rückzugsgebiet für die Morisken. Mit dem Alhambra-Edikt (1492) der Katholischen Könige begann die Vertreibung der Juden in Spanien; nach den Moriskenaufständen der Jahre 1499 bis 1501 und 1568 bis 1571 wurden die letzten Muslime zu Beginn des 17. Jahrhunderts ebenfalls ausgewiesen.

## Sehenswürdigkeiten
- Das Bild des alten Ortsteils wird bestimmt von engen Gassen mit weiß getünchten Häusern.
- Die zweitürmige Iglesia de Nuestra Señora de la Expectación bestimmt das Ortsbild; sie entstand im 16. Jahrhundert an der Stelle einer Moschee. Die Westfassade der Kirche wurde in der Zeit des Barock umgestaltet. Im dreischiffigen Innern befindet sich ein imposanter Schnitzaltar.[4]
- Der unmittelbar neben der Kirche gelegene Palacio de los Condes de Sástago ist ein herrschaftliches Gebäude im Mudéjar-Stil.
- Am nördlichen Ortsrand steht die im 16. Jahrhundert erbaute Ermita de San Sebastián.[5]

Umgebung
- Auf der anderen Sete des Río Chico befindet sich die Molino de Benizalte, eine Wassermühle im Mudéjar-Stil.